# Virginia, la monaca di Monza
Virginia, la monaca di Monza è una miniserie televisiva italo-spagnola del 2004 diretta da Alberto Sironi, con protagonista Giovanna Mezzogiorno.
La miniserie narra la vera storia di Marianna de Leyva, meglio nota come "La Monaca di Monza" che fu resa famosa dal romanzo I promessi sposi, scritto da Alessandro Manzoni.

## Trama
Nella Lombardia del XVII° secolo, la giovane Marianna de Leyva entra in convento per volere del padre Don Martino, dopo la morte della madre, che l'aveva nominata erede, non riesce a vivere fino in fondo l'amore di un principe, che lo fa allontanare e decide di cedere entrando nel convento divenendo Suor Virginia Maria. Nonostante i voti, ha una relazione con il nobile Paolo Osio, il quale ha una figlia, poi Suor Virginia viene condannata a 13 anni di isolamento per il presunto omicidio di una suora scomparsa misteriosamente, ma nonostante questo decide di andare alla ricerca di sua figlia.